# Caradrina xanthorhoda
Caradrina xanthorhoda är en fjärilsart som beskrevs av Charles Boursin 1937. Caradrina xanthorhoda ingår i släktet Caradrina och familjen nattflyn. Inga underarter finns listade i Catalogue of Life.